# (73324) 2002 JX99
2002 JX99 (asteroide n.º 73324) es un asteroide del cinturón principal, a 2,3559859 UA. Posee una excentricidad de 0,0751779 y un período orbital de 1 485,13 días (4,07 años).
2002 JX99 tiene una velocidad orbital media de 18,66102448 km/s y una inclinación de 13,46317º.
Este asteroide fue descubierto el 8 de mayo de 2002 por LINEAR.